# Martha McCabe
Martha McCabe (ur. 4 sierpnia 1989 w Toronto) – kanadyjska pływaczka, brązowa medalistka mistrzostw świata.
Specjalizuje się w pływaniu stylem klasycznym. Największym sportowym osiągnięciem zawodniczki jest brązowy medal mistrzostw świata w Szanghaju w 2011 roku na dystansie 200 m tym stylem. 
Uczestniczka igrzysk olimpijskich w Londynie (2012) na 200 m żabką (5. miejsce).
Jest kuzynką Conlina McCabe'a - srebrnego medalisty olimpijskiego z Londynu w wioślarstwie.